# Maeda Tadashi
Maeda Tadashi (sinh tháng 12 năm 1957) là chủ tịch của Ngân hàng Hợp tác Quốc tế Nhật Bản. Ông trước đây là giám đốc điều hành cấp cao. Ông là thành viên của hội đồng Viện Quốc tế Nghiên cứu chiến lược.